# ノーラン・アレナド
- ノーラン・アレナード

ノーラン・ジェームズ・アレナド（Nolan James Arenado, 1991年4月16日 - ）は、アメリカ合衆国カリフォルニア州ニューポートビーチ出身のプロ野球選手（三塁手）。右投右打。MLBのセントルイス・カージナルス所属。愛称はナド。
デビュー以降から2022年まで、三塁手として10年連続でゴールドグラブ賞を受賞しており、2017年から2022年まで6年連続でプラチナゴールドグラブ賞を受賞。2015年・2016年には2年連続で打撃二冠を達成。
従弟のジョシュ・フエンテスもプロ野球選手である。

## 経歴

### プロ入り前
カリフォルニア州のエル・トロ高等学校出身で、高校時代はオースティン・ロマインとチームメートであった。また、11年生、12年生時にはロサンゼルス・タイムズ紙上で高校オールスターに選ばれた。

### プロ入りとロッキーズ時代

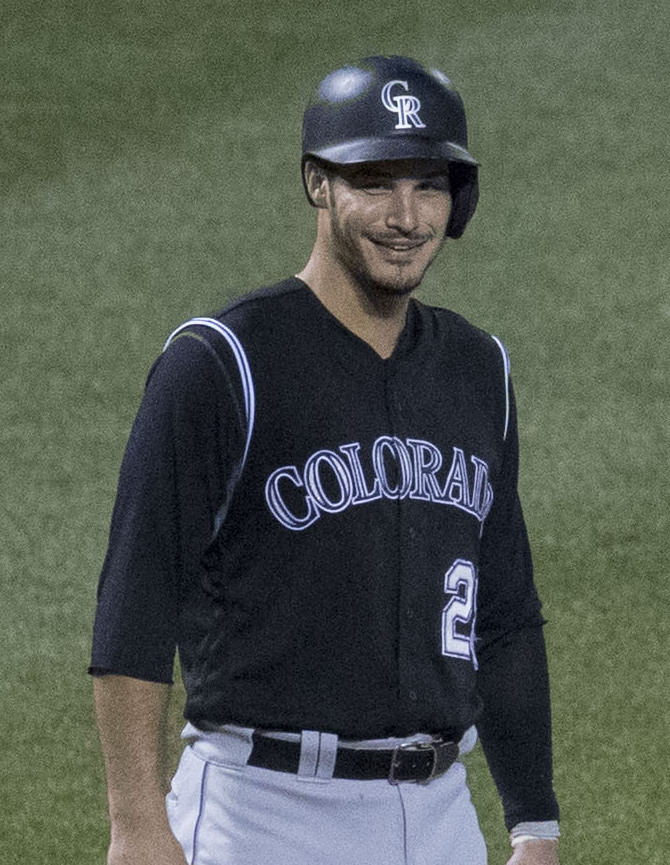
2016年7月26日

2009年のMLBドラフト2巡目（全体59位）でコロラド・ロッキーズから指名され、プロ入り。ルーキー級キャスパー・ゴースツでプロデビュー。
2010年はA級アッシュビル・ツーリスツでプレーした。
2011年はA+級モデスト・ナッツでプレーし、打率.298、20本塁打、122打点を記録した。オールスター・フューチャーズゲームにも選出された。同年はアリゾナ・フォールリーグにおいてもMVPに選出された。
2012年はAA級タルサ・ドリラーズでプレーし、前年に続いてオールスター・フューチャーズゲームに選出された。
2013年はAAA級コロラドスプリングス・スカイソックスで開幕を迎え、当初の18試合で打率.364、OPS1.059を記録。4月28日にメジャー昇格、同日のアリゾナ・ダイヤモンドバックス戦でメジャーデビューを果たした。翌日29日のロサンゼルス・ドジャース戦の第3打席で初安打、第4打席に初本塁打を記録し、5月4日のタンパベイ・レイズ戦では初の満塁本塁打を記録した。デビュー1年目から133試合に出場し、打率.267、10本塁打、52打点、出塁率.301を記録した。三塁手としてゴールドグラブ賞を獲得した。新人選手が三塁手として同賞を獲得するのは、1957年のフランク・マルゾーン以来のことであった。
2014年3月9日にロッキーズと単年契約に合意し、開幕ロースター入りした。開幕後は正三塁手として49試合に出場し、6本塁打、28打点、1盗塁、打率.305と活躍していたが、5月23日のアトランタ・ブレーブス戦で左手中指を負傷。5月24日に15日間の故障者リスト入りした。前年を下回るも111試合に出場し、打率.287、18本塁打、61打点、出塁率.328を記録した。守備面では2年連続でゴールドグラブ賞を受賞した。また、三塁手としてデビューから2年連続での受賞は史上初のことだった。
2015年は初めてオールスターゲームにも選出された。157試合に出場し、打率.287、出塁率.323、ブライス・ハーパーと同数となる42本塁打を放ち本塁打王を、130打点で打点王に耀き、自身初となるタイトルを獲得すると共に、打撃二冠を達成した。オフには自身初となるシルバースラッガー賞を受賞した。守備面ではリーグ5位となるUZR+4.1を記録するも、DRSでは2位を大きく突き放すリーグトップの+22を記録し、3年連続でゴールドグラブ賞を受賞した。
2016年は前半戦でリーグ2位タイの23本塁打、リーグ1位の70打点を記録。選手間投票によって2年連続でオールスターゲームに選出された。最終的には自己最多となる160試合に出場し、打率.294、出塁率.362、クリス・カーターと同数且つ2年連続40本塁打以上となる41本塁打、2年連続両リーグ最多且つ前年を上回る133打点を記録し、2年連続で本塁打王と打点王の二冠を獲得した。オフには2年連続でシルバースラッガー賞を受賞し、4年連続でゴールドグラブ賞を受賞した。11月13日には第4回ワールド・ベースボール・クラシック（WBC）のアメリカ合衆国代表への参加の意思を表明し、12月5日に選出された。
2017年はシーズン開幕前に選出されていた第4回WBCに参加。四番打者を任せられ、1次ラウンドのカナダ戦では3ランホームランを放つも、2次ラウンド以降深刻な打撃不振になり、準決勝の日本では、チームも6安打と抑えられ、2対1で勝利はしたものの、アレナドは全打席三振に終わった。3月22日の決勝プエルトリコ戦では序盤は三振が続くも、4打席目でようやくヒットを放ち得点に貢献。初の優勝を果たした。シーズンでは父の日だった6月18日のジャイアンツ戦で球団史上8人目となるサイクル安打を達成した。7月には打率.389、8本塁打を放ち月間MVPを受賞し、前半戦を打率.301、17本塁打、70打点の成績で3年連続のオールスターゲーム選出を果たした。159試合に出場し、打率.309、37本塁打、130打点、出塁率.373を記録し、自身初となる3割・30本塁打・100打点を達成した。また、43二塁打はリーグトップだった。一方で、2年連続でタイトルを獲得していた本塁打と打点はいずれもジャンカルロ・スタントンの後塵を拝し、それぞれリーグ3位と2位に終わった。特に打点は160試合目終了時点でスタントンと同点だったが、最後の2試合で差を付けられ、受賞には至らなかった。オフには3年連続となるシルバースラッガー賞と、5年連続でゴールドグラブ賞を受賞した。
2018年4月11日のサンディエゴ・パドレス戦で、パドレスのルイス・ペルドモより背中を通過する危険球を投じられたことをきっかけに乱闘を起こし、退場処分を受け、13日にMLBより5試合の出場停止と罰金の処分を受けた。7月には4年連続でオールスターゲームに選出された。このシーズンも攻守ともに好調を維持し、9月13日のダイヤモンドバックス戦では4年連続で30本塁打&100打点に到達した。これはMLBの三塁手としてはアレックス・ロドリゲス、チッパー・ジョーンズ、ビニー・カスティーヤに続いて史上4人目の快挙だった。チームが161試合を消化した時点では35本塁打でトップと1本差だったが、レギュラーシーズン最終戦となる162試合目で2本塁打を放ち単独トップとなった。チームはドジャースと同率の首位で終えたため163試合目が実施された。チームは敗れたがこの試合で更に1本塁打を上乗せし、最終的に38本塁打を放ち3度目の本塁打王を獲得、打点王こそ逃したがハビアー・バエズと1打点差の110打点を記録した。156試合に出場し、前述の成績と打率.297、出塁率.374を記録し、4年連続のシルバースラッガー賞を受賞した。守備面では球団新記録となる6年連続のゴールドグラブ賞を受賞した。
2019年1月31日に当時の年俸調停を持つ選手の単年契約では最高額となる2600万ドルで契約更改したが、2月26日に全球団へのトレード拒否権と2021年シーズン終了後に契約を破棄できるオプトアウトを含んだ8年総額2億6000万ドルで契約延長を果たした。また、オプションとしてMVPやゴールドグラブ賞をはじめとする表彰等での出来高が付き、平均年俸は3250万ドルまで増加した。4月16日のパドレス戦でニック・マーゲビチウスから自身の28歳の誕生日を祝うかのように2点本塁打を放った。4月22日ワシントン・ナショナルズ戦でワンダー・スエロから通算1000本安打目を本塁打で達成すると、5月25日のボルチモア・オリオールズ戦ではアンドリュー・キャッシュナーから3点本塁打を放ち、通算200本塁打を達成した。7月には5年連続でオールスターゲームに選出された。8月25日セントルイス・カージナルス戦では5シーズン連続の30本塁打&100打点に到達した。これはMLBの三塁手としては史上初の快挙となった。この年は最終的に155試合に出場し、キャリアハイとなる打率.315、41本塁打、118打点、出塁率.379を記録し、2年ぶりに3割・30本塁打・100打点を達成した。守備面でも7年連続となるゴールドグラブ賞を受賞した。
2020年は大型契約の2年目となる予定だが、2月15日にはロッキーズのGMであるジェフ・ブリディッチがアレナドのトレードのオファーを視野に入れていることについて触れ、「フロントから軽蔑を感じた」と球団に不満を漏らした。2月19日のスポーツ・イラストレイテッドのインタビューでは「勿論勝ちたいよ。その為に契約を延長したからね」とコメントした一方で、「しかし、もしこのチームが勝つつもりがないのならば、私は強いチームでプレーするよ。それがどのチームであろうと構わない。私は永久欠番よりもワールドシリーズで勝ちたいんだ」と胸の内を明かした。このシーズンはCOVID-19の影響で60試合制となる中で48試合に出場するも、打率.253、8本塁打、26打点、出塁率.303と全ての項目で自己ワーストを記録した。しかし、守備面では共にリーグトップとなるUZR+8.5、DRS+15を記録し、8年連続となるゴールドグラブ賞を受賞した。三塁手の8度目の受賞はブルックス・ロビンソン、マイク・シュミットに次ぐMLB史上3人目と記録となった。また、内野手での8年連続での受賞はオマー・ビスケル以来、史上6人目であり、デビューから8年連続での受賞はイチローの10年連続に次いで、MLB史上2番目に長い記録となった。

### カージナルス時代
2021年2月1日にオースティン・ゴンバー、マテオ・ギル、エレフリス・モンテロ、トニー・ローシー、ジェイク・ソマーズとのトレードでセントルイス・カージナルスへ移籍した。2019年にロッキーズと結んだ契約を6年総額1億9900万ドル残しており、ロッキーズ側が5100万ドルを支払うことで合意された。前述の契約のオプションとして全球団トレード拒否権が含まれていたが、アレナド自身がその権利を放棄し、トレードを切望した。出来高等のオプションは継続され、新たに2021年シーズンと2022年シーズンのオプトアウトの権利を所持した。オプトアウトした際には給与として2000万ドルがロッキーズからアレナドに支払われ、2022年シーズン終了後にオプトアウトが行使されなかった際にはオプションとして全球団トレード拒否権が追加される運びとなった。また、カージナルスとの契約は2027年シーズンまで延長され、7年総額2億1400万ドルとなった。背番号はロッキーズ時代と同じ「28」。翌2日にオンラインでの記者会見を開き、「素晴らしい選手、そして素晴らしい歴史を持つカージナルスの一員になれることに興奮しているよ。このチームはプレーオフの経験が豊富でとても楽しみだよ」とコメントした。2月28日のスプリングトレーニングのナショナルズ戦に出場すると、カージナルスのファンからはスタンディングオベーションで迎えられた。
2021年4月1日のレッズとの開幕戦に先発出場し、カージナルス移籍後初出場を果たした。7月1日に通算6度目、ファン投票では4度目となるオールスターゲームに選出された。オールスターゲーム前日の7月12日に「3番・三塁手」で先発出場することが発表された。
オフの11月7日に9年連続9度目となるゴールドグラブ賞を受賞した。
2022年は開幕ロースター入りし、開幕戦から出場。開幕からの1週間で5長打、2本塁打、7打点を記録し、4月11日に2021年シーズン初となるプレイヤー・オブ・ザ・ウィークを受賞した。通算7度目の受賞でカージナルス移籍後では初受賞だった。
オフの11月17日、ナ・リーグ最優秀選手賞（MVP）の投票結果が発表され第3位に選出された。12月5日には自身初となるセカンドチームの三塁手としてオールMLBチームに選出された。
2023年はシーズン開幕前の2月10日に第5回ワールド・ベースボール・クラシック（WBC）のアメリカ合衆国代表に選出され、2大会連続2度目の選出を果たした。
シーズンでは6月24日と25日に開催されたライバルのカブスとのロンドンでの公式戦「ロンドンシリーズ」にカージナルスの一員として帯同。
6月26日の第2戦にカージナルスが勝利した。前回のロンドンシリーズを含めても過去4試合のロンドンシリーズでホームのチームが勝利したの初だったため、記念としてアレナドが着用したカージナルスのユニフォームがアメリカ合衆国野球殿堂博物館に寄贈された。6月29日に三塁手部門のファン投票では5度目、通算では8度目となるオールスターゲームに選出された。
2024年は152試合に出場して、打率.272、16本塁打、71打点、OPS.719を記録した。オフにはヒューストン・アストロズ、ボストン・レッドソックスへのトレードが噂された。

## 選手としての特徴
打撃

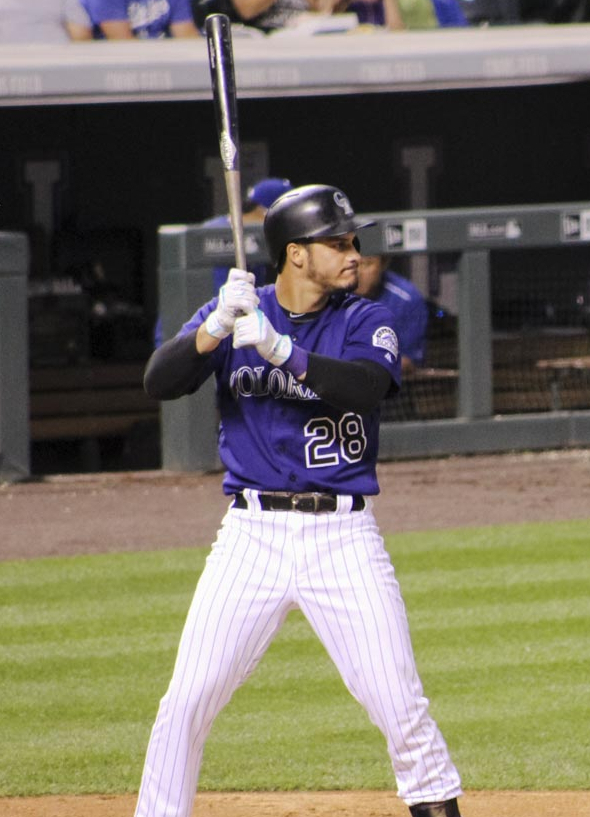

左右別では、2013年及び2014年には対左打率の方が高かったが、2015年と2016年は対右打率が対左より高くなっている。ただし、左投手に対しても.260以上の打率を記録している（2015年、2016年）。
得点圏では、メジャーデビューした2013年は.248だったが、2014年に.281まで上げると、2015年と2016年は.350を超えている。
2014年のシーズン中に内角球への対応力が向上している。また、引っ張りの傾向が極めて強く、本塁打で見ると逆方向へは2014年と2015年が0本・2016年が2本と、ほぼ全てのアーチが中堅よりも左側に飛んでいる。
守備
2013年から2016年までコロラド・ロッキーズの監督を務めたウォルト・ワイスからは「今まで見たことがある三塁手の中で、間違いなく一番守備がうまい」と評価された。デビュー以降、2022年シーズン時点で10年連続でゴールドグラブ賞を受賞しており、三塁手としてはMLB史上3人目、8年連続での受賞はロッキーズの球団記録となった。
尚、2023年は最終候補に残らず11年連続とはならなかった。

## 家族
父はキューバ出身で、幼少期にスペインを経てアメリカ合衆国に渡り家庭を築いた。母方の祖父母はプエルトリコ出身で、「僕の野球への愛とプレースタイルは、ラテンの側面を持つ両親のおかげ」と語っている。
2019年までサンフランシスコ・ジャイアンツ傘下に所属していたジョナ・アレナドは4歳下の弟である。

## 詳細情報

### 年度別打撃成績
| 年 度     | 球 団     | 試 合 | 打 席 | 打 数 | 得 点 | 安 打 | 二 塁 打 | 三 塁 打 | 本 塁 打 | 塁 打 | 打 点 | 盗 塁 | 盗 塁 死 | 犠 打 | 犠 飛 | 四 球 | 敬 遠 | 死 球 | 三 振 | 併 殺 打 | 打 率 | 出 塁 率 | 長 打 率 | O P S |
| --------- | --------- | ----- | ----- | ----- | ----- | ----- | -------- | -------- | -------- | ----- | ----- | ----- | -------- | ----- | ----- | ----- | ----- | ----- | ----- | -------- | ----- | -------- | -------- | ----- |
| 2013      | COL       | 133   | 514   | 486   | 49    | 130   | 29       | 4        | 10       | 197   | 52    | 2     | 0        | 2     | 2     | 23    | 1     | 1     | 72    | 16       | .267  | .301     | .405     | .706  |
| 2014      | COL       | 111   | 467   | 432   | 58    | 124   | 34       | 2        | 18       | 216   | 61    | 2     | 1        | 1     | 5     | 25    | 1     | 4     | 58    | 13       | .287  | .328     | .500     | .828  |
| 2015      | COL       | 157   | 665   | 616   | 97    | 177   | 43       | 4        | 42       | 354   | 130   | 2     | 5        | 0     | 11    | 34    | 13    | 4     | 110   | 17       | .287  | .323     | .575     | .898  |
| 2016      | COL       | 160   | 696   | 618   | 116   | 182   | 35       | 6        | 41       | 352   | 133   | 2     | 3        | 0     | 8     | 68    | 10    | 2     | 103   | 17       | .294  | .362     | .570     | .932  |
| 2017      | COL       | 159   | 680   | 606   | 100   | 187   | 43       | 7        | 37       | 355   | 130   | 3     | 2        | 1     | 6     | 62    | 9     | 4     | 106   | 21       | .309  | .373     | .586     | .959  |
| 2018      | COL       | 156   | 673   | 590   | 104   | 175   | 38       | 2        | 38       | 331   | 110   | 2     | 2        | 1     | 6     | 73    | 10    | 3     | 122   | 16       | .297  | .374     | .561     | .935  |
| 2019      | COL       | 155   | 662   | 588   | 102   | 185   | 31       | 2        | 41       | 343   | 118   | 3     | 2        | 0     | 8     | 62    | 11    | 4     | 93    | 14       | .315  | .379     | .583     | .962  |
| 2020      | COL       | 48    | 201   | 182   | 23    | 46    | 9        | 0        | 8        | 79    | 26    | 0     | 0        | 0     | 4     | 15    | 3     | 0     | 20    | 7        | .253  | .303     | .434     | .738  |
| 2021      | STL       | 157   | 653   | 593   | 81    | 151   | 34       | 3        | 34       | 293   | 105   | 2     | 0        | 0     | 7     | 50    | 8     | 3     | 96    | 20       | .255  | .312     | .494     | .807  |
| 2022      | STL       | 148   | 620   | 557   | 73    | 163   | 42       | 1        | 30       | 297   | 103   | 5     | 3        | 0     | 4     | 52    | 3     | 7     | 72    | 15       | .293  | .358     | .533     | .891  |
| 2023      | STL       | 144   | 612   | 560   | 71    | 149   | 26       | 2        | 26       | 257   | 93    | 3     | 3        | 0     | 8     | 41    | 5     | 3     | 101   | 21       | .266  | .315     | .459     | .774  |
| 2024      | STL       | 152   | 635   | 578   | 70    | 157   | 23       | 0        | 16       | 228   | 71    | 2     | 2        | 0     | 7     | 44    | 2     | 5     | 92    | 15       | .272  | .325     | .394     | .719  |
| MLB：12年 | MLB：12年 | 1680  | 7078  | 6406  | 944   | 1826  | 387      | 33       | 341      | 3302  | 1132  | 28    | 23       | 5     | 76    | 549   | 76    | 40    | 1045  | 192      | .285  | .342     | .515     | .857  |

- 2024年度シーズン終了時
- 各年度の太字はリーグ最高

### 年度別打撃成績所属リーグ内順位
| 年 度 | 年 齢 | リ ｜ グ   | 打 率 | 安 打 | 二 塁 打 | 三 塁 打 | 本 塁 打 | 打 点 | 盗 塁 | 出 塁 率 |
| ----- | ----- | ---------- | ----- | ----- | -------- | -------- | -------- | ----- | ----- | -------- |
| 2013  | 22    | ナ・リーグ | -     | -     | -        | -        | -        | -     | -     | -        |
| 2014  | 23    | ナ・リーグ | -     | -     | -        | -        | -        | -     | -     | -        |
| 2015  | 24    | ナ・リーグ | -     | 5位   | 2位      | -        | 1位      | 1位   | -     | -        |
| 2016  | 25    | ナ・リーグ | -     | 7位   | -        | -        | 1位      | 1位   | -     | -        |
| 2017  | 26    | ナ・リーグ | 9位   | 6位   | 1位      | 5位      | 3位      | 2位   | -     | -        |
| 2018  | 27    | ナ・リーグ | 10位  | 9位   | 8位      | -        | 1位      | 2位   | -     | -        |
| 2019  | 28    | ナ・リーグ | 5位   | 3位   | -        | -        | 5位      | 4位   | -     | -        |
| 2020  | 29    | ナ・リーグ | -     | -     | -        | -        | -        | -     | -     | -        |
| 2021  | 30    | ナ・リーグ | -     | -     | 8位      | -        | 7位      | 5位   | -     | -        |
| 2022  | 31    | ナ・リーグ | 6位   | 10位  | 3位      | -        | -        | 4位   | -     | 10位     |
| 2023  | 32    | ナ・リーグ | -     | -     | -        | -        | -        | -     | -     | -        |
| 2024  | 33    | ナ・リーグ | -     | -     | -        | -        | -        | -     | -     | -        |

- -は10位未満（打率は規定打席未到達の場合も-と表記）

### WBCでの打撃成績
| 年 度 | 代 表          | 試 合 | 打 席 | 打 数 | 得 点 | 安 打 | 二 塁 打 | 三 塁 打 | 本 塁 打 | 塁 打 | 打 点 | 盗 塁 | 盗 塁 死 | 犠 飛 | 四 球 | 敬 遠 | 死 球 | 三 振 | 併 殺 打 | 打 率 | 出 塁 率 | 長 打 率 |
| ----- | -------------- | ----- | ----- | ----- | ----- | ----- | -------- | -------- | -------- | ----- | ----- | ----- | -------- | ----- | ----- | ----- | ----- | ----- | -------- | ----- | -------- | -------- |
| 2017  | アメリカ合衆国 | 8     | 33    | 31    | 6     | 5     | 1        | 0        | 1        | 9     | 3     | 0     | 0        | 1     | 2     | 0     | 1     | 11    | 1        | .161  | .212     | .290     |
| 2023  | アメリカ合衆国 | 7     | 29    | 26    | 5     | 10    | 3        | 1        | 0        | 15    | 5     | 0     | 0        | 0     | 2     | 0     | 1     | 3     | 1        | .385  | .448     | .577     |

- 太字は大会最高

### 年度別守備成績
| 年 度 | 球 団 | 三塁（3B） | 三塁（3B） | 三塁（3B） | 三塁（3B） | 三塁（3B） | 三塁（3B） |
| 年 度 | 球 団 | 試 合      | 刺 殺      | 補 殺      | 失 策      | 併 殺      | 守 備 率   |
| ----- | ----- | ---------- | ---------- | ---------- | ---------- | ---------- | ---------- |
| 2013  | COL   | 130        | 91         | 309        | 11         | 27         | .973       |
| 2014  | COL   | 111        | 69         | 280        | 15         | 31         | .959       |
| 2015  | COL   | 157        | 105        | 385        | 17         | 42         | .966       |
| 2016  | COL   | 160        | 99         | 378        | 13         | 39         | .973       |
| 2017  | COL   | 157        | 103        | 311        | 9          | 39         | .979       |
| 2018  | COL   | 152        | 104        | 312        | 14         | 44         | .967       |
| 2019  | COL   | 154        | 111        | 337        | 9          | 43         | .980       |
| 2020  | COL   | 48         | 43         | 117        | 3          | 19         | .982       |
| 2021  | STL   | 155        | 125        | 287        | 11         | 38         | .974       |
| 2022  | STL   | 131        | 84         | 283        | 12         | 42         | .968       |
| 2023  | STL   | 128        | 62         | 264        | 9          | 31         | .973       |
| 2024  | STL   | 146        | 103        | 280        | 9          | 26         | .977       |
| MLB   | MLB   | 1629       | 1099       | 3543       | 132        | 421        | .972       |

- 2024年度シーズン終了時
- 各年度の太字はリーグ最高
- 各年度の太字年はゴールドグラブ賞受賞

### タイトル
- 本塁打王：3回（2015年、2016年、2018年）
- 打点王：2回（2015年、2016年）

### 表彰
- シルバースラッガー賞（三塁手部門）：5回（2015年 - 2018年、2022年）
- ゴールドグラブ賞（三塁手部門）：10回（2013年 - 2022年）※三塁手部門での10度の受賞はMLB史上2位タイ、ナショナルリーグタイ記録[63]
- プラチナ・ゴールド・グラブ賞：6回（2017年 - 2022年） ※MLB史上最多記録
- 優秀守備選手賞（Wilson Defensive Player of the Year Award）：3回（2015年 - 2017年）
- フィールディング・バイブル・アワード：3回（2015年 - 2017年）
- プレイヤー・オブ・ザ・マンス：4回（2015年9月、2017年7月、2022年4月、2022年8月）
- プレイヤー・オブ・ザ・ウィーク（英語版）：8回（2014年8月18日 - 24日、2015年6月22日 - 28日、2016年4月11日 - 17日、2017年7月17日 - 23日、2018年6月18日 - 24日、2019年5月20日 - 26日、2022年4月7日 - 10日、8月1日 - 7日）
- オールMLBチーム[64]
  - セカンドチーム三塁手：1回（2022年）

### 記録
MiLB
- オールスター・フューチャーズゲーム選出：2回（2011年、2012年）

MLB
- MLBオールスターゲーム選出：8回（2015年 - 2019年、2021年 - 2023年）
- サイクル安打：2回（2017年6月18日、2022年7月1日）

### 背番号
- 28（2013年 - ）

### 代表歴
- 2017 ワールド・ベースボール・クラシック・アメリカ合衆国代表
- 2023 ワールド・ベースボール・クラシック・アメリカ合衆国代表